# 複素ベクトル束
数学において、複素ベクトル束（ふくそベクトルそく、英: complex vector bundle）は、ファイバーが複素ベクトル空間であるようなベクトル束である。
任意の複素ベクトル束はスカラーの制限によって実ベクトル束と見ることができる。逆に、任意の実ベクトル束 E は複素化
{\displaystyle E\otimes \mathbb {C} }
によって複素ベクトル束にすることができる。そのファイバーは Ex ⊗R C である。
パラコンパクト空間上の任意の複素ベクトル束にはエルミート計量を入れることができる。
複素ベクトル束の基本的な不変量はチャーン類である。

## 複素構造
複素ベクトル束は実ベクトル束に付加的な構造、複素構造 (complex structure) を付け加えたものと考えることができる。定義により複素構造は実ベクトル束 E とそれ自身の間の束写像：
{\displaystyle J\colon E\to E}
であって J がファイバー上 −1 の平方根 i として作用するものである、つまり、{\displaystyle J_{x}\colon E_{x}\to E_{x}} がファイバーのレベルでの写像であれば、線型写像として {\displaystyle J_{x}^{2}=-1} である。E が複素ベクトル束であれば、複素構造 J を、{\displaystyle J_{x}} を {\displaystyle i} によるスカラー乗法とすることで定義できる。逆に、E が複素構造 J を持った実ベクトル束であれば、次のようにして E を複素ベクトル束にすることができる：任意の実数 a, b と、ファイバー Ex の実ベクトル v に対して、
{\displaystyle (a+ib)v=av+J(bv).}
例： 実多様体 M の接束上の複素構造は通常概複素構造と呼ばれる。ニューランダー・ニーレンバーグの定理は、概複素構造 J が「可積分」であること、つまりある複素多様体の構造から誘導されることと、J に関するあるテンソルが消えることが同値であるという定理である。

## 共役束
E が複素ベクトル束であれば、E の共役束 (conjugate bundle) {\displaystyle {\overline {E}}} は数の複素共役を通して作用する複素数を持つことによって得られる。したがって、下にある実ベクトル束の恒等写像： {\displaystyle E_{\mathbb {R} }\to {\overline {E}}_{\mathbb {R} }=E_{\mathbb {R} }} は共役線型であり、E とその共役 E は実ベクトル束として同型である。
{\displaystyle {\overline {E}}} の k-次チャーン類は
{\displaystyle c_{k}({\overline {E}})=(-1)^{k}c_{k}(E)}
によって与えられる。特に、E と E は一般には同型でない。
E がエルミート計量を持っていれば、共役束 E は計量を通して双対束 {\displaystyle E^{*}=\operatorname {Hom} (E,{\mathcal {O}})} に同型である、ただし {\displaystyle {\mathcal {O}}} は自明複素直線束である。
E が実ベクトル束であれば、E の複素化の下にある実ベクトル束は E の 2 つのコピーの直和である：
{\displaystyle (E\otimes \mathbb {C} )_{\mathbb {R} }=E\oplus E}
（なぜならば任意の実ベクトル空間 V に対して V⊗RC = V⊕iV だから）。複素ベクトル束 E が実ベクトル束 E' の複素化であれば、E' は E の実形式と呼ばれ（1つよりも多くの実形式があるかもしれない）E は実数上定義されていると言われる。E が実形式を持てば、E はその共役に同型であり（なぜならばそれらは両方実形式の 2 つのコピーの和であるから）、したがって E の奇チャーン類は位数 2 を持つ。